# Grand Prix Formule 1 van Monaco 1981
De Grand Prix Formule 1 van Monaco 1981 werd gehouden op 31 mei 1981 in Monaco.

## Uitslag
| Positie | Nummer | Rijder                | Team           | Ronden | Tijd/Opgave     | Startplaats | Punten |
| ------- | ------ | --------------------- | -------------- | ------ | --------------- | ----------- | ------ |
| 1       | 27     | Gilles Villeneuve     | Ferrari        | 76     | 1:54:23.38      | 2           | 9      |
| 2       | 1      | Alan Jones            | Williams-Ford  | 76     | + 39.91         | 7           | 6      |
| 3       | 26     | Jacques Laffite       | Ligier-Matra   | 76     | + 1:29.24       | 8           | 4      |
| 4       | 28     | Didier Pironi         | Ferrari        | 75     | + 1 Ronde       | 17          | 3      |
| 5       | 3      | Eddie Cheever         | Tyrrell-Ford   | 74     | + 2 Rondes      | 15          | 2      |
| 6       | 14     | Marc Surer            | Ensign-Ford    | 74     | + 2 Rondes      | 19          | 1      |
| 7       | 33     | Patrick Tambay        | Theodore-Ford  | 72     | + 4 Rondes      | 16          |        |
| NF      | 5      | Nelson Piquet         | Brabham-Ford   | 53     | Spin            | 1           |        |
| NF      | 7      | John Watson           | McLaren-Ford   | 52     | Motor           | 10          |        |
| NF      | 4      | Michele Alboreto      | Tyrrell-Ford   | 50     | Botsing         | 20          |        |
| NF      | 23     | Bruno Giacomelli      | Alfa Romeo     | 50     | Botsing         | 18          |        |
| NF      | 15     | Alain Prost           | Renault        | 45     | Motor           | 9           |        |
| NF      | 2      | Carlos Reutemann      | Williams-Ford  | 33     | Versnellingsbak | 4           |        |
| NF      | 11     | Elio de Angelis       | Lotus-Ford     | 32     | Motor           | 6           |        |
| NF      | 16     | René Arnoux           | Renault        | 32     | Spin            | 13          |        |
| NF      | 29     | Riccardo Patrese      | Arrows-Ford    | 29     | Versnellingsbak | 5           |        |
| NF      | 12     | Nigel Mansell         | Lotus-Ford     | 15     | Ophanging       | 3           |        |
| NF      | 30     | Siegfried Stohr       | Arrows-Ford    | 14     | Benzinesysteem  | 14          |        |
| NF      | 8      | Andrea de Cesaris     | McLaren-Ford   | 0      | Botsing         | 11          |        |
| NF      | 22     | Mario Andretti        | Alfa Romeo     | 0      | Botsing         | 12          |        |
| NQ      | 20     | Keke Rosberg          | Fittpaldi-Ford |        |                 |             |        |
| NQ      | 25     | Jean-Pierre Jabouille | Ligier-Matra   |        |                 |             |        |
| NQ      | 6      | Héctor Rebaque        | Brabham-Ford   |        |                 |             |        |
| NQ      | 21     | Chico Serra           | Fittpaldi-Ford |        |                 |             |        |
| NQ      | 32     | Piercarlo Ghinzani    | Osella-Ford    |        |                 |             |        |
| NQ      | 31     | Beppe Gabbiani        | Osella-Ford    |        |                 |             |        |
| NQ      | 10     | Slim Borgudd          | ATS-Ford       |        |                 |             |        |
| NQ      | 18     | Derek Daly            | March-Ford     |        |                 |             |        |
| NQ      | 17     | Eliseo Salazar        | March-Ford     |        |                 |             |        |
| NQ      | 35     | Brian Henton          | Toleman-Hart   |        |                 |             |        |
| NQ      | 36     | Derek Warwick         | Toleman-Hart   |        |                 |             |        |

## Statistieken
| Pole-position | Nelson Piquet | Brabham-Ford  | 1:25.710 |
| Snelste ronde | Alan Jones    | Williams-Ford | 1:27.470 |

## Noot
- Dit was de vijfde pole position voor Nelson Piquet.
- Tiende snelste ronde voor Alan Jones.
- Vijfde Grand Prix-winst en tiende podiumplaats voor Gilles Villeneuve en voor een Canadese coureur.

1929 · 1930 · 1931 · 1932 · 1933 · 1934 · 1935 · 1936 · 1937 · 1948 · 1950 · 1955 · 1956 · 1957 · 1958 · 1959 · 1960 · 1961 · 1962 · 1963 · 1964 · 1965 · 1966 · 1967 · 1968 · 1969 · 1970 · 1971 · 1972 · 1973 · 1974 · 1975 · 1976 · 1977 · 1978 · 1979 · 1980 · 1981 · 1982 · 1983 · 1984 · 1985 · 1986 · 1987 · 1988 · 1989 · 1990 · 1991 · 1992 · 1993 · 1994 · 1995 · 1996 · 1997 · 1998 · 1999 · 2000 · 2001 · 2002 · 2003 · 2004 · 2005 · 2006 · 2007 · 2008 · 2009 · 2010 · 2011 · 2012 · 2013 · 2014 · 2015 · 2016 · 2017 · 2018 · 2019 · 2020 · 2021 · 2022 · 2023 · 2024 · 2025